# Irma Raouch
Irma Iakovlevna Raouch (russe : Ирма Яковлевна Рауш), née le 21 avril 1938 à Saratov, est une actrice soviétique et la première épouse du réalisateur Andreï Tarkovski.

## Filmographie
Irma Raouch est connue pour son interprétation de la sourde-muette Dourotchka dans Andreï Roublev et de la mère d'Ivan dans L'Enfance d'Ivan, deux films réalisés par son mari.

## Biographie
Leur fils, Arseni, vient au monde le 30 septembre 1962.
Le couple divorce en juin 1970.